# Sarriette
Satureja
Genre
Classification phylogénétique
Les Sarriettes ou Sariettes (Satureja) forment un genre de plantes à fleurs de la famille des Lamiacées. Ce sont des plantes aromatiques que l'on trouve notamment sur les bords des chemins méditerranéens. Les sarriettes sont parfois appelées pèbre d'ai ou pèbre d'ase (qui signifie en provençal « poivre d'âne » en raison de vertus qui seraient aphrodisiaques, les coutumes locales qualifiant l'âne de « bien membré »), ou encore poivrette (en Valais et en Vallée d'Aoste). Elles sont aussi connues sous les noms de savourée, de sadrée et d'herbe de Saint Julien.
Il existe deux espèces principales de sarriettes :
- la sarriette des jardins ou sarriette commune : Satureja hortensis L., qui est une plante annuelle ;
- la sarriette des montagnes ou sarriette vivace : Satureja montana L., qui est un sous-arbrisseau.

Ce sont des plantes de climat méditerranéen, originaires d'une zone incluant l'Europe méditerranéenne (France, Espagne, Italie, Balkans), le Maghreb, une partie de l'Europe centrale (Ukraine), l'Asie Mineure et le Proche-Orient (Turquie, Syrie, Liban, Israël).
Ces deux espèces sont utilisées comme plantes aromatiques (notamment pour les grillades), condimentaires et médicinales.

## Histoire

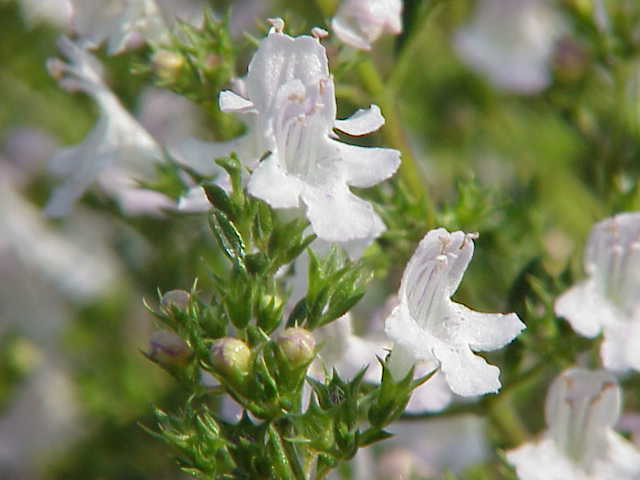
Satureja montana.

Jadis la Satureia hortensis était considérée comme une plante magique aphrodisiaque. Selon Dioscoride, « la sarriette émeut la luxure ». Son nom, par association d'idées avec Satyre, le dieu aux pieds de bouc, toujours prêt à une galanterie, a renforcé cette idée.
Elle fait partie des plantes dont la culture est recommandée dans les domaines royaux par Charlemagne dans le capitulaire De Villis (fin du VIIIe ou début du IXe siècle).

## Écologie
Les espèces de Satureja ont comme habitat préférentiel des lieux ensoleillés aux sols calcaires, légers et bien drainés.
Les sarriettes sont les plantes-hôtes des larves de plusieurs espèces de lépidoptères (papillons et papillons de nuit). La chenille de Coleophora bifrondella ne se nourrit que des feuilles de Satureja montana.

## Culture
La sarriette se multiplie par semis au printemps vers la fin avril. La levée des graines prend de six à huit jours et la récolte peut se faire deux mois plus tard. On peut utiliser également le bouturage semi-herbacé pour la reproduire.

## Utilisation condimentaire
Les feuilles sont utilisées comme condiment depuis l'Antiquité, à la fois pour relever les grillades, les sauces et les légumes et comme aide à la digestion pour éviter les ballonnements et les flatulences, d'où son nom allemand de Bohnenkraut ou « herbe aux haricots ».
Elle fait partie des herbes et aromates entrant dans la composition des herbes de Provence.
La sarriette ancienne d'Acadie est régulièrement utilisée dans la cuisine acadienne.

## Propriétés médicinales
Les feuilles et les sommités fleuries sont digestives, stimulantes, antiseptiques et antiputrides. Elles seraient aussi vermifuges. D'importantes études scientifiques ont été menées dans les années 1970 et 1980 par une équipe dirigée par le professeur Pellecuer, de l'université de Montpellier, pour démontrer l'activité bactéricide et antiparasitaire de l'huile essentielle de sarriette (Satureja montana L.). Les résultats de ces études ont permis de classer l'essence de cette plante aromatique parmi les huiles essentielles majeures (indice aromatique supérieur à 0,45).

## Autres espèces du genreSatureja
Il existe plus de 150 espèces du genre Satureja réparties dans plusieurs régions tempérées du monde, notamment dans le bassin méditerranéen et dans les Andes.
Note : la liste suivante est incomplète et pourrait inclure des synonymes. Certaines espèces primitivement classées dans le genre ont été réunies dans le genre Micromeria.